# Сікач Микола Романович
Микола Романович Сікач (нар. 21 вересня 1991, Тисменичани, Надвірнянський район, Івано-Франківська область, Україна) — український футболіст та футзаліст, лівий захисник ФК «Пробій».

## Клубна кар'єра
Вихованець надвірнянського футболу. Дорослу футбольну кар'єру розпочав 2010 року в «Ніці-Динамо» з чемпіонаті Івано-Франківській області. Наступного року виступав за «Тепловик» в обласному чемпіонаті. Потім виступав за «Придністров'я» (Тлумач) та «Арсенал» (Тисменчани). Окрім футбольних команд, виступав за футзальні клуби ДПС (Івано-Франківськ) в обласному чемпіонаті з футзалу, а також за професіональний клуб «Віза Вторма» з Івано-Франківська.
10 лютого 2020 року підписав 1,5-річний контракт з «Прикарпаттям». У футболці франківського клубу дебютував 30 червня 2020 року в програному (0:1) домашньому поєдинку 21-го туру Першої ліги України проти одеського «Чорноморця». Микола вийшов на поле в стартовому складі та відіграв увесь матч, а на 6-ій хвилині отримав жовту картку. Дебютним голом за «Прикарпаття» відзначився 11 вересня 2020 року на 52-ій хвилині програного (1:4) виїзного поєдинку проти київської «Оболоні». Сікач вийшов на поле на 32-ій хвилині, замінивши Романа Борисевича.

## Кар'єра в збірній
У 2018 році виступав за збірну Івано-Франківської області з футболу.

## Досягнення
- Чемпіонат Івано-Франківської області
  -  Чемпіон (1): 2017
  -  Срібний призер (1): 2012

- Кубок Івано-Франківської області
  -  Володар (1): 2018